# Tillmann Gottschalk
Tillmann Gottschalk (* 15. November 1905 in Lendersdorf, jetzt Düren; † 26. Mai 1991 in Kreuzau) war ein Mundartdichter und Autor.

## Biografie
Tillmann Gottschalk war das dritte von zehn Kindern. Er lernte das Handwerk des Formers in der Eisenhütte seines Geburtsortes. Dort blieb er bis zu seiner Pensionierung beschäftigt, zuletzt als Gießereimeister.

## Werdegang
Gottschalk wurde in seinen literarischen Werken vom Katholischen Jungmännerverein gefördert.
Ab 1930 erschienen seine ersten Mundartgedichte in Dürener Tageszeitungen. 1938 gab er sein erstes Buch unter dem Titel „Eefelblome“ heraus. Dichtertagungen und Vorlesungen führten ihn nach Aachen, Krefeld, Mönchengladbach, Düren, Jülich und an viele andere Orte.

## Ehrungen
Gottschalk wurde 1971 in Kreuzau, wo er seit 1929 wohnte, zum "verdienten Bürger" ernannt. Nach ihm wurde eine Straße benannt. Der Landschaftsverband Rheinland zeichnete Gottschalk 1977 mit dem Rheinlandtaler aus. Im neuen Ortskern "Am Dorfbrunnen" wird in einer lebensgroßen Gestalt ein „Mundartdenkmal“ vom „Ahle Schlupp e. V.“ aus Bronze aufgestellt.

## Werke
- Eefelblome (Eifelblumen), 1938
- Kamerad, die Heimat grüßt dich!, 1943 (Texte in Mundart zu Bildern)
- Rund um den Dürener Markt, 1946 (Texte in Mundart zu Bildern)
- Alt Düren, 1947 (Texte in Mundart zu Bildern)
- Volk an der Rur en Moll on en Dur (Volk an der Rur in Moll und in Dur), 1964
- Nu lustert ens (Nun hört mal zu)
- Von fröhe on höck on allerlei Löck, 1978
- Heimaterde (Zeit unbekannt) vorgetragen bei der Einweihung eines Mahnmals am 8. Mai 1985 zum ehrenden Andenken an die ehemals jüdischen Mitbürger in Embken.